# أبرشية الموصل الكاثوليكية السريانية
أبرشية الموصل للسريان الكاثوليكية هي منطقة كنسية تابعة للكنيسة السريانية الكاثوليكية في شمال العراق . وهي ليست أبرشية حضرية ، وهي مُعفاة مباشرةً من بطريرك أنطاكية للسريان الكاثوليك والمجمع الروماني للكنائس الشرقية ، وليست جزءًا من أي مقاطعة كنسية . كاتدرائية هي كاتدرائية السريان الكاثوليك في أبرشية الموصل الأسقفية .

## التاريخ
تأسست أبرشية الموصل سنة 1790 من أرض لم يكن لها أبرشية أو إقليم سرياني كاثوليكي سابق . 

## الأساقفة العاديون
```
رؤساء أساقفة الموصل
```

- كيرلس بهنام بني ( 1862 – 1893.10.12 ) ، بطريرك ماردين وأميدا للسريان ( تركيا ) ( 1893.10.12 – 1897.09.13 ) ، بطريرك أنطاكية للسريان ( لبنان ) ( [1893.10.12] 1894.05.18 – الوفاة 1897.09.13 )
- غريغوار بيير هبرة ( ولد في سوريا ) ( 1901.08.16 – 1924.03.24 ) ، أصبح لاحقًا رئيس أساقفة دمشق للسريان ( سوريا ) ( 1924.03.24 – توفي 1933.03.21 )
- أتاناسيو جورجيو ( كيرل ) دلال ( 31 يوليو 1926 – الوفاة 14 ديسمبر 1951 ) ، رئيس أساقفة بغداد للسوريين ( العراق ) سابقًا ( 4 سبتمبر 1912 – 31 يوليو 1926 )
- جول جورج كانديلا ( 1952.03.07 – 1959.08.23 ) ، كان سابقًا أسقفًا فخريًا لمدينة كيفا ( [1951.04.26] 1951.08.15 – 1952.03.07 ) ؛ ثم أصبح لاحقًا أسقفًا مساعدًا لبطريركية أنطاكية السريان ( لبنان ) ( 1959.08.23 – 1971 ) ورئيس أساقفة سلوقية بيريا الفخري ( 1959.08.23 – توفي 1980.04.15 )
- سيريل إيمانويل بيني ( 23 أكتوبر 1959 - الوفاة 09 ديسمبر 1999 )
- باسيل جورج كاسموسا ( 22 سبتمبر 1999 – 1 مارس 2011 ) ، ثم أسقف كوريا السريان ( 1 مارس 2011 – ... ) ، الزائر الرسولي في أوروبا الغربية للسريان ( 13 يناير 2014 – 21 يونيو 2017 ) ، الزائر الرسولي في أستراليا للسريان ( 21 يونيو 2017 – ... )
- بطرس موسى ( 2011.03.01 – ... ) ، لا حبرية سابقة .